# Demmin
Demmin egy német város Mecklenburg-Elő-Pomeránia északkeleti részén, egykori Hanza-város. A Peene folyó mentén fekszik.

## Történelme
III. Wartislaw pomerániai nagyherceg  emelte a települést város rangjára 1249 előtt.
A Hanza-szövetség tagja volt. 1407-ben és 1495-ben a tűzvészekben a város egész kerületeit semmisítették meg. Demmin egykoron erős vár volt, erődítményeit 1759-ben rombolták le.
1952-től 2011-ig járási székhely volt.

## Főbb látnivalói
- Szent Bertalan római katolikus templom

## Testvérvárosok
- Bobolice (Lengyelország)
- Bad Bevensen (Németország) ( 1990 )
- Lünen (Németország) ( 1990)
- Porta Westfalica (Németország) ( 1990)

## Híres emberek
- Ilona Slupianek (szül. Ilona Schoknecht *1956), német atlétanő, olimpiai bajnok